# Посёлок совхоза «Первомайский»
Совхо́за «Первома́йский» — посёлок в Панинском районе Воронежской области России. Входит в состав Перелёшинского городского поселения.

## География
Посёлок находится на берегу Локтевского пруда, в юго-западной части Перелёшинского городского поселения.

### Часовой пояс
Посёлок совхоза «Первомайский», как и вся Воронежская область, находится в часовой зоне МСК (московское время). Смещение применяемого времени относительно UTC составляет +3:00.

## История
Посёлок возник при образовании плодопитомника совхоза «Первомайский».

## Население
| 2000 | 2005 | 2010 |
| ---- | ---- | ---- |
| 7    | →7   | ↘1   |

## Улицы
В посёлке имеется одна улица — Мичурина.